# 国華
『国華』（こっか、題字は旧字体の國華）は、日本・東洋古美術研究誌である。1889年（明治22年）、岡倉天心らにより創刊された。現在も刊行が続く美術雑誌としては世界で最も古い雑誌の一つ。現在は朝日新聞出版が、美術館や博物館、美術史研究者ら向けに毎号800部を発行している。

## 概要

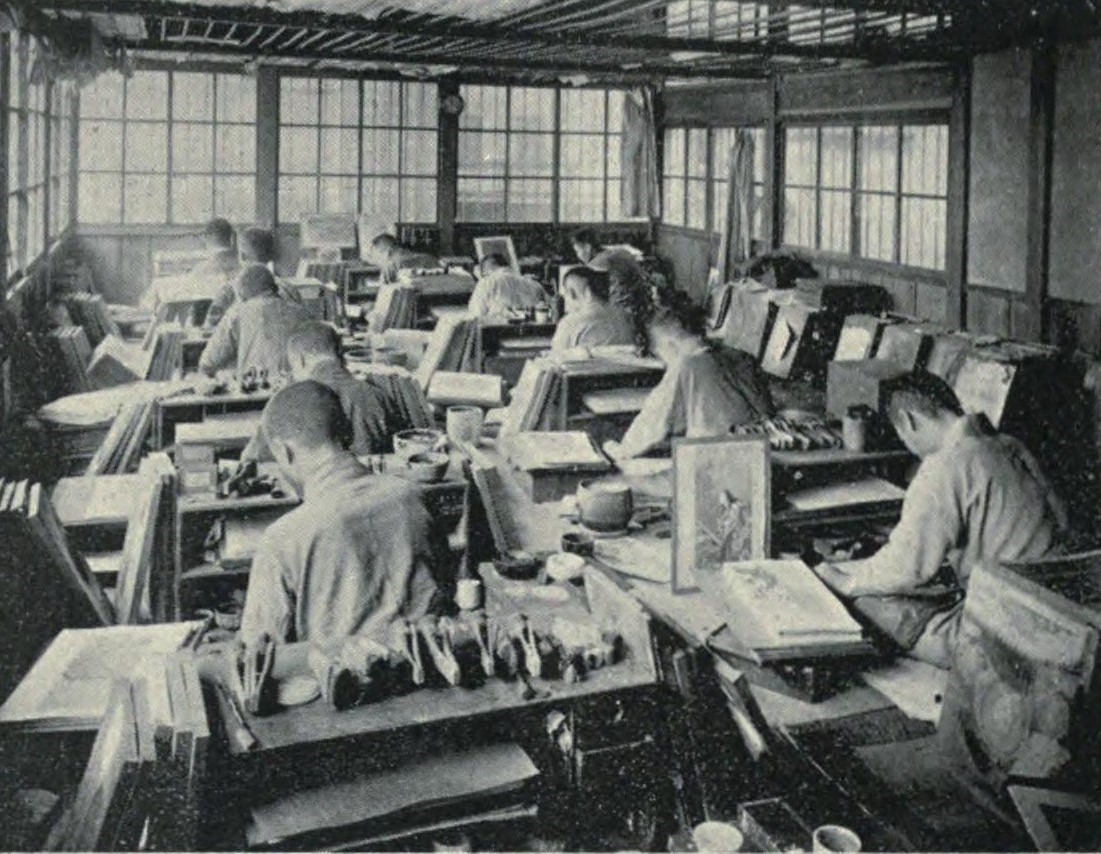
『国華』の木版画制作風景

### 発刊
岡倉天心、高橋健三の二人が中心となって創刊。雑誌名の由来は、無署名だが文体や内容から天心が執筆したと考えられる創刊の辞の一節「夫レ美術ハ國ノ精華ナリ」から取られている。明治維新に伴う文明開化の風潮が一段落し、廃仏毀釈による江戸時代以前の美術品の海外流出を憂えて、日本・東洋美術の価値を紹介・啓発することをめざした。
『国華』創刊当時、既に『大日本美術新報』『絵画叢誌』などの美術雑誌が出版されていた。ところが、『国華』は採算を度外視して、1冊1円という高価な雑誌だった（当時は小学校教員の月給が5円の時代であり、通常の雑誌は10銭程度だった）。現在の価格は、通常の号が5000円、特集号は最高7000円。
当時はまだカラー写真がなかった。美術作品の図版写真では、モノクロ写真でも濃淡や明暗の微妙な差を出しやすいコロタイプを用いた。創刊以来続く1ページを使った大判のカラーは、浮世絵の多色刷り技術を応用し、模写の色別木版画を数十回刷り重ねて再現した。木版画によるカラー図版は1973年まで行われた。口絵の木版画は特漉紙に一流の職人が刷って雑誌に付け、コロタイプは写真印刷術の第一人者・小川一真を起用していた。
社会的には高い評価を受けたが、発刊早々に資金面で行き詰まった。そこで天心は、1891年（明治24年）、『朝日新聞』の創業者・村山龍平と上野理一の援助を受けて出資権と債権を二人に譲り渡し、示談の上で退社した。両氏は東洋古美術への造詣が深く、その関係で高橋とも懇意になっていた。二人は「金は出すが、口は出さぬ」という不文律を固く守り、『国華』の経営を盛り立て続けた。1905年（明治38年）からは経営に必要な資金を全額負担、上野の没後は村山家が単独で援助したが、1939年（昭和14年）からは朝日新聞社が経営を引き継ぎ現在に至っている。

### 瀧精一と国華
この間、『国華』の歴史に大きな役割を果たしたのは高橋の甥にあたる瀧精一である。瀧は1898年（明治31年）から『国華』の編集と経営にあたり、同年に亡くなる高橋を継いで『国華』の発展に尽くした。瀧は1901年（明治34年）の第132号から主幹となり、以後は1945年（昭和20年）5月に72歳で亡くなるまでの44年間主幹として活躍、『国華』の基礎を固めた。その情熱は、国華社社屋が関東大震災で全焼して所蔵原版全てを失っても、僅か半年間休刊しただけで復刊に漕ぎつけていることにも現れている。一方、瀧は天心のように同時代美術の改革に大きな熱意を持たなかったため、『国華』も古美術の学術的研究に雑誌の性格を移していった。『国華』における現代美術に関する記事は1920年初めから数を減らしており、この傾向が1930年代から1950年代にかけて美術史の学術雑誌が増える呼び水になったとする見解もある。

### 戦中の危機から現在
『国華』は、太平洋戦争末期に危機を迎える。1944年（昭和19年）、戦時規制により四六倍版から現在のB4規格版に変えられ、企業整備のため第648号をもって休刊せざるを得なくなる。翌年には空襲により社屋の一部と写真などの貴重な資料を失い、更に瀧の死去が重なる。しかし、1946年（昭和21年）に瀧門下の藤懸静也を新しい主幹に迎え、1年4ヶ月ぶりに復刊。藤懸は戦後の厳しい出版事情の中で『国華』の発刊を軌道に乗せた。1958年（昭和33年）に急逝するも、その後も主幹制度を採りつつ現在に至っている。他に山根有三、辻惟雄、河野元昭らが主幹を務めた。
1989年（平成元年）には、日本東洋美術に関する論文や図書のうち、特に優れたものに贈られる「国華賞」を創設。2003年（平成15年）、百十数年にわたって美術史研究を主導してきた功績に対し菊池寛賞が贈られた。
創刊以来、現在まで継続して刊行され続けている日本でもロングセラーの月刊誌となっている。世界的に見ても、現在発行を続けている美術雑誌の中では最も古い。
『国華』は2020年まで約1万点の作品を紹介してきた。図版として一度載せた作品は再掲載しない「一載不再録」を原則としているが、未紹介や国内外で新たに名品が見つかることもあり、刊行が続いている。『国華』名誉顧問の水尾比呂志は「国華無尽蔵」と評する。海外の日本美術研究者にも参考にされており、大英博物館は創刊号から所蔵している。所在不明になったり、関東大震災や空襲などで焼失したりした作品の図版は、特に貴重な資料となっている。葛飾北斎の肉筆大絵馬『須佐男之命厄神退治之図』は、関東大震災で焼失する前の1910年に『国華』が掲載した白黒図版から、凸版印刷が彩色を推定復元して、すみだ北斎美術館に常設展示されている。
本誌は、戦後の一時期（第690号（昭和24年（1949年）9月号）から第831号（昭和36年（1961年）6月号）まで）を除いて、長らく正字体だった。しかし、今や正字体は多くの日本・東洋美術研究者や愛好家でも読み難く、特に若い世代には近づき難い紙面となったとして、第1428号（平成26年（2014年）10月号）から新字体に改めている。